# Die silberne Taube
Die silberne Taube ist ein 1910 veröffentlichter Roman von Andrei Bely, in dem dieser seinen zum  Teil neukantischen Spekulationen, abstrakten Gedanken und metaphysischen Spekulationen unter dem Eindruck der fehlgeschlagenen Revolution von 1905 verarbeitet. Geplant war das Werk als erster Teil einer Trilogie. Formal ist die rhythmisierende Sprache bemerkenswert, die zur Zeit der Erscheinung durchaus ungewöhnlich und zunächst gewöhnungsbedürftig war. So weist der unmittelbare Beginn des Romans einen fast durchgängigen Daktylus auf:
„Wieder und wieder erdröhnten im blauenden Raume des Tages, den heiße, grausame Sonnenstrahlen erfüllten, schrille mahnende Glockenrufe vom Kirchturm des Dorfes Celebevo“
Vom Sujet her handelt der Roman von einer geheimen russischen Volkssekte mit dem Namen „die silberne Taube“. Diese hält im Hause des Tischlers Kudejarow orgiastische religiöse Versammlungen zu Ehren der Gottesmutter Matrjona ab, die den neuen Heiland gebären soll. Der Protagonist, ein junger Intellektueller namens Darjalskij (ein alter ego Belys), schließt sich der Sekte an, wird aber, als er im Begriff ist, sich wieder von dem mystischen Rausch zu befreien, von dieser geopfert.
Inhaltlich spiegelt das Werk durch die erzeugte Stimmung gegenstandsloser Angst und die Schilderung orgiastischer Ausschweifungen exemplarisch die Atmosphäre des Fin de siècle und der Dekadenz wider, die gerade im vorrevolutionären Russland von einem baldigen Untergang der alten Ordnung künden.